# Plumarella rigida
Plumarella rigida är en korallart som beskrevs av Kükenthal och Gorzawsky 1908. Plumarella rigida ingår i släktet Plumarella och familjen Primnoidae. Inga underarter finns listade i Catalogue of Life.